# Oplegnathus fasciatus
Oplegnathus fasciatus är en fiskart som först beskrevs av Temminck och Schlegel, 1844.  Oplegnathus fasciatus ingår i släktet Oplegnathus och familjen Oplegnathidae. Inga underarter finns listade i Catalogue of Life. 
Fisken är en uppskattad matfisk, som kan bli 80 centimeter lång och väga upp mot sju kilo. Arten har sitt naturliga utbredningsområde i nordvästra Stilla havet och har fångats i farvattnen vid Japan, Korea, Taiwan och  Hawaii. Med vrakrester har den kommit till USA:s västkust och med ballastvatten till Medelhavet och Kattegatt, där den första gången fångades 2022. Den kräver en vattentemperatur på 22 grader för att fortplantas och förväntas därför inte kunna etablera sig permanent i våra farvven. Ett svenskt namn saknas (november 2022).